# Wojciech Kałuża
Wojciech Jan Kałuża (ur. 11 czerwca 1980 w Rybniku) – polski samorządowiec, polityk i przedsiębiorca, w latach 2008–2014 wiceprezydent Żor, w latach 2018–2022 wicemarszałek województwa śląskiego, w latach 2022–2024 wiceprezes Jastrzębskiej Spółki Węglowej.
W 2018 roku, uzyskawszy w wyborach samorządowych mandat radnego sejmiku śląskiego jako lider listy Koalicji Obywatelskiej, na pierwszej sesji sejmiku nowej kadencji zawarł porozumienie z Prawem i Sprawiedliwością i poparł kandydatów tej partii na stanowiska kierownicze w województwie, co umożliwiło PiS przejęcie władzy w regionie. Sam został w następstwie wybrany na wicemarszałka województwa śląskiego. Jego postawa pociągnęła oskarżenia o korupcję polityczną, spowodowała protesty i była dyskutowana w ogólnopolskich mediach.

## Życiorys
Wojciech Kałuża pochodzi z Żor. Jego ojciec zajmował się zawodowo wodociągami, natomiast matka pracowała w zawodzie pielęgniarki w szpitalu psychiatrycznym. Jeszcze przed studiami Kałuża założył firmę informatyczną, która nie odniosła sukcesów.
Absolwent Wydziału Prawa i Administracji Uniwersytetu Warszawskiego oraz Wydziału Nauk Społecznych Wyższej Szkoły Pedagogicznej w Warszawie. Został przewodniczącym Powiatowej Społecznej Rady ds. Osób Niepełnosprawnych oraz zastępcą prezesa Ochotniczej Straży Pożarnej w Żorach. Był właścicielem i prezesem zarządu przedsiębiorstwa produkującego maszyny do lodów.
W latach 2005–2008 był dyrektorem biura senatorskiego Marii Pańczyk-Pozdziej i asystentem europosła Jana Olbrychta. W 2006 po raz pierwszy uzyskał mandat radnego miejskiego Żor z ramienia Platformy Obywatelskiej. Objął w niej stanowiska przewodniczącego komisji kultury i sportu oraz rozwoju gospodarczego. W sierpniu 2008 powołany na stanowisko zastępcy prezydenta miasta, Waldemara Sochy. W 2010 uzyskał reelekcję do rady miasta. W wyborach samorządowych w 2014, jeszcze jako członek PO (konkurując z kandydatem tej partii), zdecydował się wystartować na prezydenta Żor z ramienia lokalnego KWW Żorska Samorządność, co poskutkowało odwołaniem z zajmowanej funkcji (z dniem 17 listopada). Awansował do drugiej tury, w której przegrał z dotychczasowym przełożonym, uzyskując 47,1% głosów (o 889 mniej od rywala). Ponownie zdobył natomiast mandat radnego. Stał się znany z intensywnej krytyki urzędującego prezydenta, między innymi w formie licznych interpelacji.
W 2015 związał się z ugrupowaniem Nowoczesna, został członkiem jego władz w województwie. W wyborach parlamentarnych w 2015 kandydował z pierwszego miejsca listy tej partii do Sejmu w okręgu nr 30, zdobywając 9413 głosów. Nie uzyskał mandatu posła. Skupił się na działalności w branży lodziarskiej. Okresowo nie planował powrotu do polityki. Wedle jego własnych słów zmienił zdanie z uwagi na rodzinę.
W wyborach samorządowych w 2018 początkowo ogłosił swoją kandydaturę na prezydenta Żor (z poparciem Koalicji Obywatelskiej), jednak wycofał się, udzielając poparcia Annie Gaszce. Ostatecznie został liderem okręgowej listy KO do sejmiku śląskiego, zdobywając mandat (z wynikiem 25 109 głosów). Wkrótce potem KO, PSL i SLD zawarły porozumienie zakładające powołanie koalicji. 21 listopada na pierwszej sesji sejmiku nowej kadencji, opuściwszy dzień wcześniej Nowoczesną i zostając radnym niezrzeszonym, zawarł porozumienie z Prawem i Sprawiedliwością i poparł kandydatów tej partii na stanowiska kierownicze w województwie. To umożliwiło PiS przejęcie władzy w regionie (większość 23 głosów w 45-osobowym sejmiku), a tym samym dało tej partii władzę w ponad połowie (9 z 16) sejmików.
Swoją decyzję uzasadnił chęcią realizacji programu dla Śląska i potrzebą pracy dla dobra regionu oraz wyraził nadzieję, że jego wyborcy „zrozumieją ten krok i będą z niego dumni”. Sam został wybrany na wicemarszałka województwa śląskiego, co spowodowało oskarżenia o przekupstwo, korupcję polityczną i zdradę. 24 listopada 2018 przeciwko postępowaniu Wojciecha Kałuży na rynku w Żorach protestowało kilkaset osób. Była to największa manifestacja w mieście po 1989.
21 listopada 2022, po utracie przez PiS władzy w sejmiku i wniosku marszałka Jakuba Chełstowskiego o odwołanie Wojciecha Kałuży, złożył on rezygnację ze stanowiska wicemarszałka, pozostając radnym niezrzeszonym. Kilkanaście dni później wstąpił jednak do klubu radnych PiS. Także w grudniu 2022 objął stanowisko wiceprezesa Jastrzębskiej Spółki Węglowej. W styczniu 2024 odwołany z zarządu Jastrzębskiej Spółki Węglowej.

## Poglądy polityczne
Jako polityk zwracał uwagę na rolę tożsamości śląskiej, podejmował działania zmierzające do uznania śląskiego językiem mniejszości. W kampanii wyborczej przed wyborami samorządowymi w 2018 postulował utworzenie Instytutu Śląskiej Mowy i Kultury i Rady Języka Śląskiego.

## Życie prywatne
Żonaty, ojciec Dominiki i Michała.

## Odznaczenia i wyróżnienia
- Złota odznaka „Zasłużony dla Wojewódzkiego Pogotowia Ratunkowego w Katowicach”[28]